# Samuel Edward Konkin III
Samuel Edward Konkin III (8 luglio 1947 – Los Angeles, 23 febbraio 2004) è stato un economista statunitense, filosofo politico anarcocapitalista, è stato l'ideatore dell'agorismo, una corrente di pensiero all'interno del mondo libertarian, in special modo di quello anarcocapitalista, e anche autore del The New Libertarian Manifesto.

## Pensiero
Si è ripetutamente espresso contro il voto, definendolo come un'alternativa statalista al libertarianismo. In The New Libertarian Manifesto descrisse il processo che secondo lui avrebbe portato alla creazione di una società libertaria. Secondo lui sempre più gente perderà fiducia nelle istituzioni e nello Stato, fiducia che col tempo sarà persa totalmente, per poi spostare l'intera economia nel mercato nero e nel mercato grigio, dove mancherebbero intoppi, regolamentazione e burocrazia statale. Per descrivere questo processo Konkin utilizzò il termine counter-establishment economics. Nell'introduzione al The New Libertarian Manifesto ha dichiarato di ritenere maggiormente influenti per il suo pensiero economisti come Murray N. Rothbard, Robert LeFevre e Ludwig von Mises.
Diversamente da molti libertarians, Konkin colloca il libertarianism a sinistra. Egli fu il fondatore dell'Agorist Institute e del cosiddetto left libertarianism.
Konkin difende inoltre il revisionismo storico e, nonostante non concordi sul negazionismo dell'Olocausto, ha spesso difeso l'Institute for Historical Review per via dei continui attacchi alla libertà di pensiero e di parola ricevuti dall'istituto. Ha ricevuto critiche molte dure da parte di Ulrike Heider, nell'opera Anarchism: Left, Right, and Green.
Konkin è stato editore e scrittore di: New Libertarian Notes (1971-1975), New Libertarian Weekly (1975-1978) e New Libertarian (1978-1990). Nel suo ultimo saggio al New Libertarian ha omaggiato la fantascienza e in special modo lo scrittore statunitense Robert Anson Heinlein.
Samuel Edward Konkin III è morto il 23 febbraio 2004, all'età di 56 anni, nella sua casa a Los Angeles, per cause naturali.

## Curiosità
Negli anni settanta ed ottanta Konkin comprò un appartamento al settimo piano di un edificio a Long Beach, appartamento dove passò molto tempo della sua vita e dove entrò in contatto con i cosiddetti Libertarian science fiction fans, ossia i fan della Libertarian science fiction, un sottogenere statunitense della fantascienza, tra i quali spiccano J. Neil Schulman e Victor Koman. Per questi motivi la casa di Konkin venne soprannominata Anarcho-Village.